# Gulltjärnen, Västergötland
Gulltjärnen är en sjö i Marks kommun i Västergötland och ingår i Viskans huvudavrinningsområde.